# Les Fatals Picards
Les Fatals Picards ist eine im Jahr 2000 gegründete französische Rockband, die ihr Heimatland beim Eurovision Song Contest 2007 (ESC) in Helsinki vertraten.

## Bandgeschichte

### Gründung und erste Erfolge
Die Gruppe wurde Anfang 2000 in Paris in der Garage des Sängers und Songwriters Ivan Callot gegründet. Er machte mit Studenten aus der Picardie, die in der französischen Hauptstadt studierten, gemeinsam Musik, worauf sich auch der Bandname Les Fatals Picards (deutsch: „Die verhängnisvollen Picarden“) bezieht. Es folgte in Eigenproduktion das Album Amiens c’est aussi le tien, ehe aus steuerlichen Gründen im September 2000 der Gitarrist und ehemalige Elektriker Laurent Honel, der Sänger Regis Rodrigues, Gilles Di Giovanni (Schlagzeug) und Eric Charpentier (E-Bass) zu Les Fatals Picards hinzustießen. Zu fünft nahm man im Jahr 2001 das Album Navet Maria auf. Rodrigues, Di Giovanni und Charpentier verließen schon bald die Formation und von September 2001 an machten Callot und Honel als Sänger und Gitarristen allein weiter.
Im September 2002 gewann man den Schlagzeuger Jean-Marc Sauvagnargues, der verstärkt Konzertauftritte organisierte und es stellte sich nach und nach Erfolg ein. 2003 wurde mit dem Plattenlabel Adone das Album Droit de véto produziert. Callot ging zur Gitarre über, Laurent wechselte zum Bass. Ende 2004 wurde mit dem Gitarristen Olivier Delafosse, alias „Oldelaf“ und Adone das vierte Album Picardia Independenza (2005) aufgenommen. Zur selben Zeit stieß Paul Léger zum Gesang hinzu, der sich bei Les Fatals Picards neben Callot als Leadsänger etablierte. Er ist momentan der einzige gebürtige Picarde und stammt aus Saint-Maximin, im Département Oise. Als fünftes und bisher letztes Mitglied gewann man den Bassisten Yves Giroud. 2006 wurde die Gruppe von Warner Music unter Vertrag genommen.
2007 nahmen Ivan Callot, Laurent Honel, Jean-Marc Sauvagnargues, Paul Léger und Yves Giroud das Album Pamplemousse mécanique auf. Bis heute haben Les Fatals Picards auf über 400 Konzerten vor mehr als 150.000 Menschen gespielt und über 30.000 Alben verkauft. Oft nimmt sich die Gruppe in ihren selbst geschriebenen Texten auf humorvolle Art und Weise ernsthaften Themen an, was auch die Verwendung von Wortspielen beinhaltet. Die Lieder werden ebenso mit einem picardischen Akzent verziert und sind von zahlreichen französischen Künstlern, unter anderem Boby Lapointe, Marcel et son orchestre oder Les Vrp, inspiriert. Wie Les Vrp werden Les Fatals Picard dem Genre des satirischen Rock zugeordnet, mit Einflüssen aus Punk, Pop und Ska.

### Teilnahme am Eurovision Song Contest

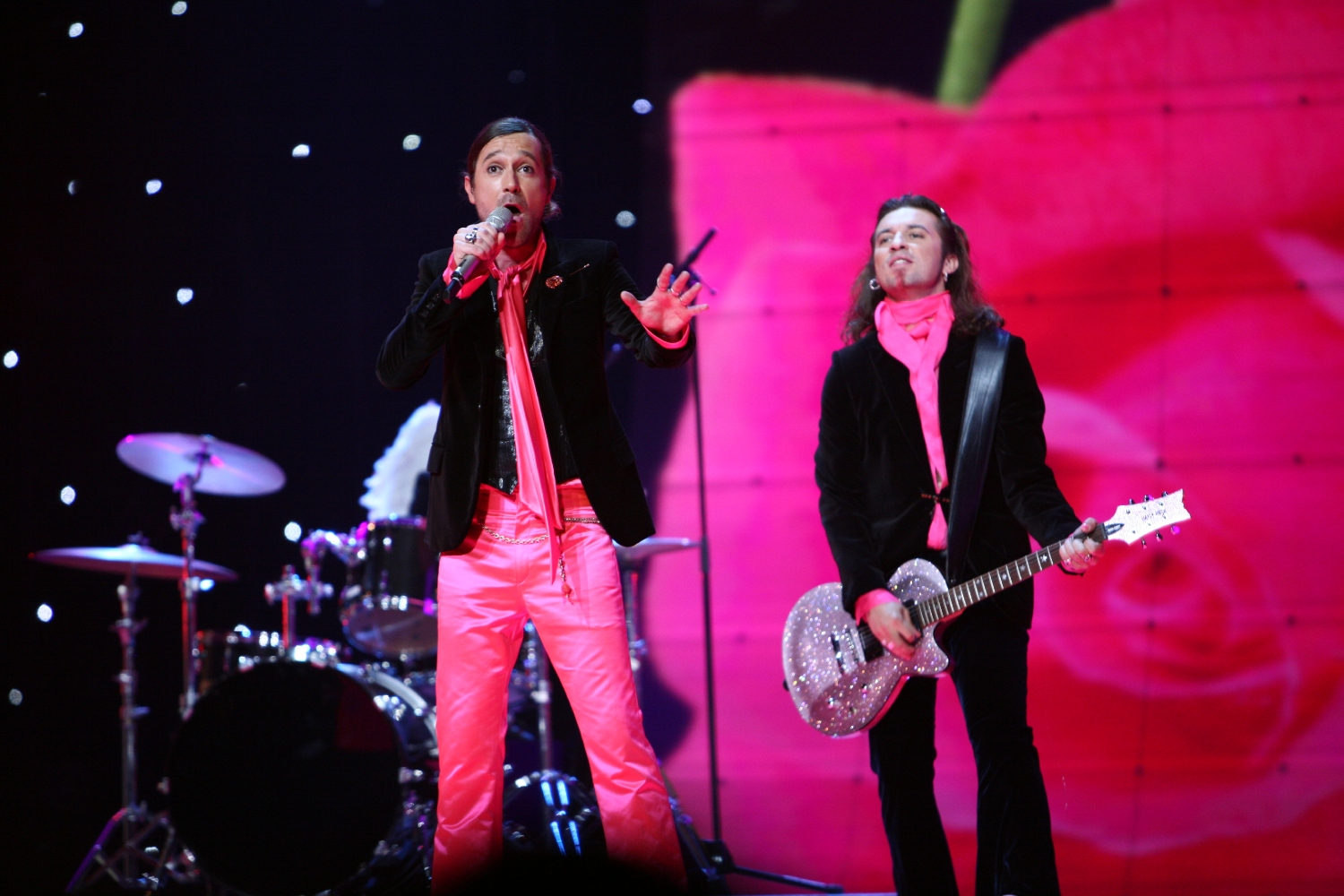
Les Fatals Picards im Finale des Eurovision Song Contests 2007

Am 6. März 2007 nahmen Les Fatals Picards mit dem Titel L’amour à la française am französischen Vorentscheid zum 52. Eurovision Song Contest im finnischen Helsinki, Et si on gagnait? (dt. „Und wenn man gewönne?“), teil. Dort konnten sie den Großteil der Zuschaueranrufe und die Gunst der Expertenjury erringen und setzten sich gegen neun weitere Kandidaten durch. Mit dem Lied L’amour à la française parodiert die Band typische Frankreich-Klischees ausländischer Touristen. Der Text ist in „franglais“ – teils in französischer, teils in englischer Sprache und entsprechendem Akzent gehalten. Der Produzent des französischen ESC-Vorentscheids, Pierre-Antoine Boucly, hoffte mit dem Titel die „Vielfältigkeit und Reichheit“ der französischen Musikszene aufzuzeigen, nachdem in den letzten Jahren ohne Erfolg sanfte Balladen Frankreich beim Eurovision Song Contest vertraten. „Wir hoffen, das ziemlich altmodische und verstaubte Image, das dem Wettbewerb anhaftet, durch die Präsentation eines entschieden neuen Stils für die Wahl des Tricolore-Kandidaten hinter uns zu lassen“, so Boucly.
Nach dem Sieg beim französischen Vorentscheid absolvierten Les Fatals Picards unter anderem Konzerte in Israel und Malta. Der französische Beitrag war automatisch für das Finale des Eurovision Song Contests am 12. Mai in Helsinki gesetzt. Eingekleidet bei ihrem Auftritt von dem bekannten Modeschöpfer Jean-Paul Gaultier, kam die Band beim Sieg der Serbin Marija Šerifović nicht über einen 22. Platz hinaus.

### Abgang von Ivan Callot

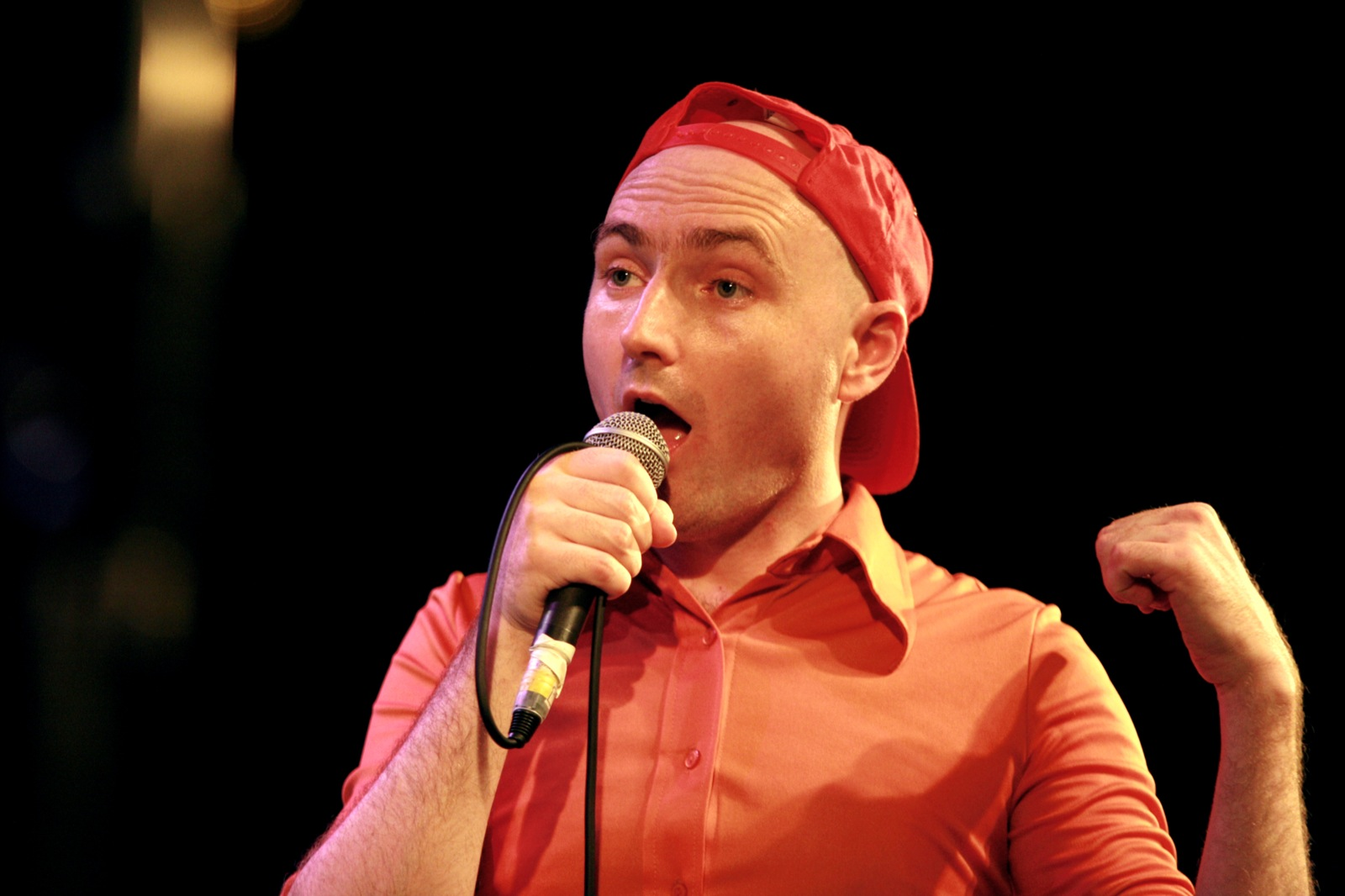
Ivan Callot im Oktober 2006

Ende 2007 verließ der Gründer der Band, Ivan Callot, die Band. Die verbliebenen vier Mitglieder werden weiter als Les Fatals Picards auftreten, während Ivan Callot sein Solo-Projekt „Ivan avec un i“ in Angriff nahm.

## Diskografie

### Alben
| Jahr | Titel                       | Höchstplatzierung, Gesamtwochen, AuszeichnungChartsChartplatzierungen (Jahr, Titel, Platzierungen, Wochen, Auszeichnungen, Anmerkungen) | Anmerkungen |
| Jahr | Titel                       | FR | Anmerkungen |
| ---- | --------------------------- | --- | ----------- |
| 2007 | Pamplemousse mécanique      | FR24 (32 Wo.)FR |             |
| 2008 | Public                      | FR60 (6 Wo.)FR |             |
| 2009 | Le sens de la gravité       | FR17 (21 Wo.)FR |             |
| 2011 | Coming Out                  | FR32 (6 Wo.)FR |             |
| 2012 | Fatals s/Scène              | FR52 (2 Wo.)FR |             |
| 2016 | Fatals Picards Country Club | FR11 (4 Wo.)FR |             |
| 2019 | Espèces menacées            | FR16 (3 Wo.)FR |             |

Weitere Alben
- 2000: Amiens c’est aussi le tien
- 2001: Navet Maria
- 2003: Droit de véto
- 2005: Picardia independenza
- 2013: 7eme ciel